# Piper schumannii
Piper schumannii är en pepparväxtart som beskrevs av C. Dc.. Piper schumannii ingår i släktet Piper och familjen pepparväxter. Inga underarter finns listade i Catalogue of Life.